# 岩谷正三
岩谷正三は、日本の映画監督、音楽プロデューサー、脚本家、構成作家、トランペッター (企業)。
男性３人組ダンスボーカルユニットA-STEPをBE-BOP HIGHSCHOOLで有名な広島県のBE-BOPのメンバーとプロデュースした人物である。A-STEPの兄弟グループのB-LOOD、D-LIPSのプロデュースも手掛けている。

## 来歴
岩谷正三／いわや しょうぞう
出身地：岩手県北上市
生年月日：非公開
年齢：非公開
中学時にトランペッターとして海外留学を勧められる。
しかし当時は興味がなかったので断った。
現在は広島県のBE-BOPのメンバーの皆様とダンスボーカルユニットのプロデュースをしている。

## 作品
- マイワールド・マイラバーズ[3]
- 音楽と人間関係論[2]